# 普卡馬柴山 (亞納萬卡區)
10°38′28″S 76°36′43″W / 10.64111°S 76.61194°W
普卡馬柴山（Puka Mach'ay），是秘魯的山峰，位於該國中部帕斯科大區，由丹尼爾阿爾西德斯卡里翁省的亞納萬卡區負責管轄，屬於安地斯山脈的一部分，海拔高度4,600米。